# Georgia Krawiec

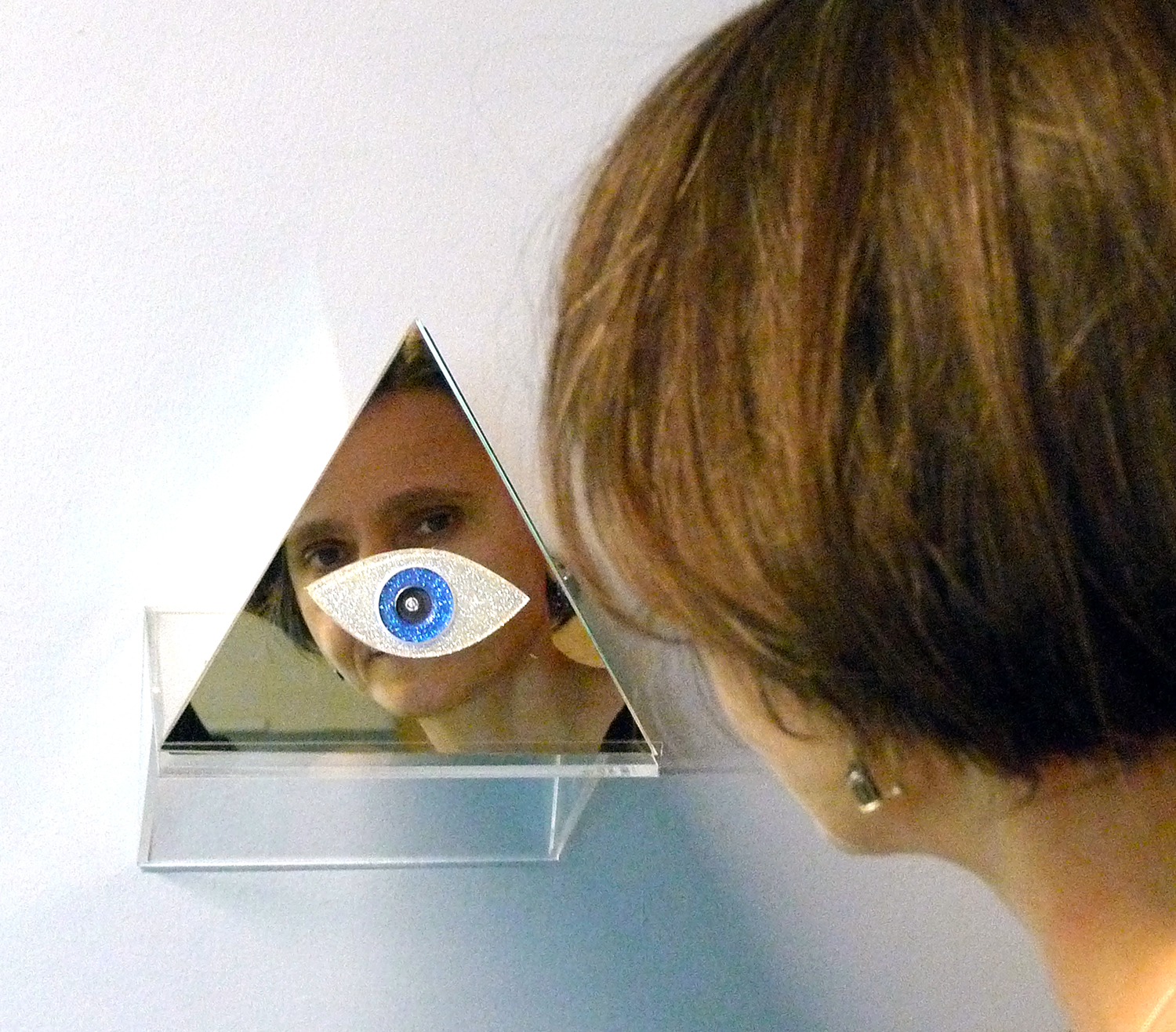
Georgia Krawiec vor einer Spiegel-Lochkamera (2013)

Georgia Krawiec (eigene Schreibweise: „georgia“) (* 1972 in Kędzierzyn) ist eine deutsch-polnische Fotokünstlerin.

## Leben
Seit Abschluss des Kunststudiums mit dem Schwerpunkt Fotografie an der Universität Siegen bei Jürgen Königs im Jahr 2000 ist georgia Krawiec als Fotokünstlerin tätig. Sie unterrichtete bisher an verschiedenen Einrichtungen und Institutionen, u. a. an der Warschauer Europäischen Fotoakademie (EAF) und an der Fotografiehochschule der polnischen Fotografenvereinigung ZPAF in Warschau, wo sie Lochkamerafotografie und experimentelle Fotografie lehrte. Sie hält Vorträge und Workshops u. a. am Warschauer Nationalmuseum, der staatlichen polnischen Kunsthalle Zachęta, am Goethe-Institut, an der Neuen Schule für Fotografie, der Kommunalen Galerie Berlin und der C/O Berlin. Neben der Arbeit mit Flüchtlingen engagiert sich Krawiec auch im deutsch-polnischen Begegnungskontext (u. a. EJBW Weimar sowie im Rahmen des Projektes SilesiaTopia). Die Fotografin veröffentlichte inzwischen zahlreiche Artikel in der Fotofachpresse.
Georgia Krawiec engagiert sich seit 1993 in mehreren künstlerischen Fotografieprojekten, wie dem KunstWechsel, der Brauhaus-Fotografie und dem Pinholeday. Sie arbeitete zusammen mit Magda Hueckel, Jesseca Ferguson, Ute Lindner, Thomas Kellner, Matthias Hagemann und im Rahmen von PhotoWerkBerlin mit Norbert Wiesneth. Krawiec ist Vorstandsmitglied beim polnischen Lochkamerafestival OFFO und Mitglied der polnischen Fotografenvereinigung ZPAF. Seit 2016 betreibt sie gemeinsam mit anderen Künstlern die Galerie ep.contemporary in Berlin. Georgia Krawiec lebt und arbeitet in Warschau und Berlin.

## Werk
Georgia Krawiec befasst sich in ihren Arbeiten mit den Themen Identität, Überwachung der Gesellschaft, Vergänglichkeit und Entschleunigung. Ihre fotografische Arbeitsweise zeichnet sich besonders durch den manuellen Eingriff in die fotografischen Prozesse aus. Krawiec beschäftigt sich mit analogen und hier vor allem mit archaischen Formen der Fotografie (u. a. der Lochkamerafotografie, Fotocollage, Fotogramm, Edeldruckverfahren, wie der Cyanotypie oder dem Salzdruck.) Daneben baut Krawiec auch Fotoobjekte (z. B. ihre Werkgruppen GOTTESAUGEN), begehbare Lochkameras (Kommunale Galerie in Berlin) oder großformatige Augen-Lochkameras (für die Eröffnung des Monats der Fotografie in der C/0 Berlin).
Zu ihren wichtigsten Projekten gehören:
- Der Palast – eine Liebeserklärung (2004); 28 experimentelle Lochkameraarbeiten des Warschauer Kulturpalastes PKiN.[8]
- Deutsche in Polen (2005); eine umfangreiche Lochkameraporträtserie.[9][10]
- desORIENTierung (2007); Salzprintabzüge, aufgenommen in Syrien, im Libanon sowie in Persien.[11]
- EXodus (2009); experimentelle Selbstporträts, inspiriert durch ein amerikanisches Nonsens-Theaterstück.[12][13][14]
- GOTTESAUGEN (2012); pyramidale Lochkameraobjekte mit dem Auge der Vorsehung sowie projektbegleitende Arbeiten.
- antyKONCEPCYJNE (seit 2012); offenes Projekt von Fotogrammen, die zwischen mehreren Monaten und einigen Jahren belichtet wurden, teils als Scherenschnitte.
- Dychotomie der Nester (2013); Stereoskopen-Installation mit Lochkameraporträts von getrennten schlesischen Familien.[15]
- Der Engel von Sławięcice (2014); Salzdruck-Fotocollagen anhand einer Vorlage des Fotografen Jerzy Lewczyński.
- Kommission zur Überwachung Schwieriger Angelegenheiten (seit 2015); ein performativ-groteskes Projekt, das sich kritisch mit Überwachung und der Flüchtlingsthematik befasst.

## Einzelausstellungen (Auswahl)
- Gewald. Experimentelle Fotografie mit Naturartefakten, Kommunale Galerie Berlin[16]

- Mała Galeria ZPAF – Centrum Sztuki Współczesnej Zamek Ujazdowski (CSW), Warschau[17]
- Galeria Wozownia, Toruń, Polen[18][19][20]
- F. F. Galerie, Łódź, Polen[21][22]
- BWA, Zielona Góra, Polen[23]
- ep.contemporary, Berlin (u.a. unvollENDEt – eine Ausstellung über das Scheitern, 2023; Des Kaisers alte Eicheln, 2021)[24]
- Bałtycka Galeria Sztuki Współczesnej, Słupsk, Polen
- Galerie Pusta, Kattowitz, Polen
- Stara Galeria ZPAF, Warschau[25]
- Galerie Luksfera, Warschau[26]
- Galerie Haus Seel, Siegen
- Museum der Stadt Września, Polen
- Aktives Museum für Südwestfalen, Siegen
- Villa Decius, Krakau, Polen
- Museum der Stadt Bad Berleburg, Bad Berleburg
- Krakauer Haus, Nürnberg
- Rathausgalerie, Siegen

## Gruppenausstellungen (Auswahl)
- ep.contemporary, Berlin (u.a. übernatur, 2023, shortcut, 2022, be-licht-ung-en, 2019)[27]
- Nationalmuseum Posen, Polen[28]
- Galeria Starmach, Kraków, Polen[29]
- Nationalmuseum Breslau, Polen[30]
- Zentrum für Gegenwartskunst (CSW), Warschau, Polen[31]
- Fotografiemuseum in Bydgoszcz, Polen[32]
- Kunsthaus Wiesbaden[33]
- Museum für Fotografiegeschichte Krakau, Polen[34][35]
- New Mexico History Museum, Santa Fe, USA[36]
- National Media Museum, Bradford, UK[37]
- PhotoWerkBerlin / Kommunale Galerie Berlin[38]
- Sidney Larson Gallery, Columbia, USA[39]
- Rondo Sztuki, Kattowitz, Polen[40]
- Centre Culturel André Malraux, Le Bourget, Frankreich[41]
- Centre Culturel de Rencontre Abbaye de Neumünster, Luxemburg[42]
- The Art Institute of Boston, USA[43][44]
- Atelier Thomas Kellner, Siegen[45]
- Brant Gallery, Boston, USA[46][47]
- Schlesisches Zentrum für Fotografie / Domek Romański, Breslau, Polen[48]

## Festivals
- Fotofestival Wiesbadener Fototage (2015, 2017)[49]
- Monat der Fotografie Krakau, Polen (2008, 2012, 2017)[50]
- Festival Neuer Kunst lAbiRynt, SłubFurt (2016)[51][52]
- FOTOFESTIVAL ŁÓDŹ (2016)[53]
- Europäischer Monat der Fotografie Berlin (2016)[54]
- analogueNOW! – Festival für analoge Fotografie, Berlin (2016)[55]
- OFFO-Polnisches Festival der Lochkamerafotografie, Polen (2005, 2007, 2013, 2015)[56]
- Warsaw Photo Days, Polen (2013, 2014)[57][58]
- Internationales Fotografiefestival, Rybnik, Polen (2012)[59]
- Vivant! Rencontres Internationales de la Photographie au Sténopé, Frankreich (2011)
- Voies Off. Festival Rencontres Internationales de la Photographie Arles, Frankreich (1997)